# The Sentry
The Sentry es una ONG estadounidense de investigación y desarrollo que busca desmantelar las redes que se benefician de las guerras, los conflictos violentos, la represión y la cleptocracia, en especial en África. 

## Historia

### Not on Our Watch
Fundada por actores estadounidenses de prestigio, como Don Cheadle, George Clooney, Matt Damon, Brad Pitt, David Pressman y Jerry Weintraub en 2008, pone sus recursos para ayudar a poner fin a las atrocidades masivas en todo el mundo.    La organización tiene sus raíces en el libro Not on Our Watch escrito por Don Cheadle y el activista de derechos humanos John Prendergast, quien también fue miembro de la junta y se desempeñó como asesor estratégico de la organización.  

### The Sentry
The Sentry o El centinela se puso en marcha en 2016 y produce informes de investigación y expedientes sobre personas y entidades vinculadas a la gran corrupción y la violencia.  La organización aboga por el uso de herramientas de presión financiera y legal, incluidas medidas contra el lavado de dinero y las finanzas ilícitas, sanciones específicas a la red, procesos penales, acciones de cumplimiento por parte de los bancos y otras empresas privadas, y recuperación de activos.
En febrero de 2019, Not on Our Watch se fusionó con The Sentry (fundada en 2016 por Clooney y Prendergast),  y la junta directiva se mantuvo.

## Actividades
Not on Our Watch  consiguió el apoyo de artistas, activistas y líderes culturales para generar conciencia sobre sus actividades al tiempo que se asociaba directamente con el Satellite Sentinel Project,  cofundado por George Clooney y John Prendergast. 